# Brookhaven, Georgia
Brookhaven är en stad (city) i DeKalb County, i delstaten Georgia, USA. Enligt United States Census Bureau har orten en folkmängd på 40 456 invånare (2010) och en landarea på 19,8 km².
Brookhaven hette tidigare North Atlanta. Under det namnet grundades staden 1924 men i en folkomröstning år 1963 röstade invånarna nej till fortsatt existens som stad. År 1965 miste North Atlanta sina stadsrättigheter.
År 2012 röstade invånarna ja till att bli en stad på nytt med 55 procent för och 45 procent emot och samtidigt bytte man namn till Brookhaven.